# Arrondissement d'Yssingeaux
L'arrondissement d'Yssingeaux est une division administrative française, située dans le département de la Haute-Loire et la région Auvergne-Rhône-Alpes.
Créé en 1800, supprimé par la réforme Poincaré de 1926 puis rétabli en 1942, cette subdivision administrative prend la suite de l'ancien District de Monistrol de la Révolution, dont le chef-lieu était fixé à Monistrol-en-Velay (aujourd'hui Monistrol-sur-Loire).
Au XIXe siècle, la fixation du chef-lieu à Yssingeaux fit l'objet de protestations répétées des maires de Monistrol, de même qu'aujourd'hui, Monistrol ayant retrouvé sa place de première ville du Velay delà-les-bois et seconde ville du Velay à la fin du XXe siècle.

## Composition

### Composition avant 2015
L'arrondissement comprend les 9 cantons suivants :
- Aurec-sur-Loire, limité à 1 commune :
  - Aurec-sur-Loire.
- Bas-en-Basset, qui groupe 6 communes :
  - Bas-en-Basset, Boisset, Malvalette, Saint-Pal-de-Chalencon, Tiranges et Valprivas.
- Monistrol-sur-Loire, qui groupe 4 communes :
  - Beauzac, La Chapelle-d'Aurec, Monistrol-sur-Loire et Saint-Maurice-de-Lignon.
- Montfaucon-en-Velay, qui groupe 7 communes :
  - Dunières, Montfaucon-en-Velay, Montregard, Raucoules, Riotord, Saint-Bonnet-le-Froid et Saint-Julien-Molhesabate.
- Retournac, qui groupe 3 communes :
  - Retournac, Saint-André-de-Chalencon et Solignac-sous-Roche.
- Saint-Didier-en-Velay, qui groupe 7 communes :
  - Pont-Salomon, Saint-Didier-en-Velay, Saint-Ferréol-d'Auroure, Saint-Just-Malmont, Saint-Romain-Lachalm, Saint-Victor-Malescours et La Séauve-sur-Semène.
- Sainte-Sigolène, qui groupe 3 communes :
  - Saint-Pal-de-Mons, Sainte-Sigolène et Les Villettes.
- Tence, qui groupe 6 communes :
  - Le Chambon-sur-Lignon, Chenereilles, Le Mas-de-Tence, Mazet-Saint-Voy, Saint-Jeures et Tence.
- Yssingeaux, qui groupe 7 communes :
  - Araules, Beaux, Bessamorel, Grazac, Lapte, Saint-Julien-du-Pinet et Yssingeaux.

### Découpage communal depuis 2015
Depuis 2015, le nombre de communes des arrondissements varie chaque année soit du fait du redécoupage cantonal de 2014 qui a conduit à l'ajustement de périmètres de certains arrondissements, soit à la suite de la création de communes nouvelles. Le nombre de communes de l'arrondissement d'Yssingeaux reste quant à lui inchangé depuis 2015 et égal à 44.
Au 1er janvier 2024, l'arrondissement groupe les 44 communes suivantes :
| Nom                         | Code Insee | Intercommunalité               | Superficie (km2) | Population (dernière pop. légale) | Densité (hab./km2) | Modifier                                    |
| --------------------------- | ---------- | ------------------------------ | ---------------- | --------------------------------- | ------------------ | ------------------------------------------- |
| Yssingeaux (chef-lieu)      | 43268      | CC des Sucs                    | 80,57            | 7 380 (2022)                      | 92                 | modifier les données · modifier les données |
| Araules                     | 43007      | CC des Sucs                    | 31,10            | 615 (2022)                        | 20                 | modifier les données · modifier les données |
| Aurec-sur-Loire             | 43012      | CC Loire et Semène             | 22,44            | 6 133 (2022)                      | 273                | modifier les données · modifier les données |
| Bas-en-Basset               | 43020      | CC Marches du Velay-Rochebaron | 46,76            | 4 631 (2022)                      | 99                 | modifier les données · modifier les données |
| Beaux                       | 43024      | CC des Sucs                    | 16,78            | 865 (2022)                        | 52                 | modifier les données · modifier les données |
| Beauzac                     | 43025      | CC Marches du Velay-Rochebaron | 36,33            | 2 964 (2022)                      | 82                 | modifier les données · modifier les données |
| Bessamorel                  | 43028      | CC des Sucs                    | 7,37             | 448 (2022)                        | 61                 | modifier les données · modifier les données |
| Boisset                     | 43034      | CC Marches du Velay-Rochebaron | 14,04            | 382 (2022)                        | 27                 | modifier les données · modifier les données |
| Le Chambon-sur-Lignon       | 43051      | CC du Haut-Lignon              | 41,71            | 2 451 (2022)                      | 59                 | modifier les données · modifier les données |
| La Chapelle-d'Aurec         | 43058      | CC Marches du Velay-Rochebaron | 11,79            | 1 111 (2022)                      | 94                 | modifier les données · modifier les données |
| Chenereilles                | 43069      | CC du Haut-Lignon              | 14,42            | 291 (2022)                        | 20                 | modifier les données · modifier les données |
| Dunières                    | 43087      | Haut Pays du Velay communauté  | 34,75            | 2 623 (2022)                      | 75                 | modifier les données · modifier les données |
| Grazac                      | 43102      | CC des Sucs                    | 21,66            | 1 126 (2022)                      | 52                 | modifier les données · modifier les données |
| Lapte                       | 43114      | CC des Sucs                    | 30,75            | 1 774 (2022)                      | 58                 | modifier les données · modifier les données |
| Malvalette                  | 43127      | CC Marches du Velay-Rochebaron | 21,01            | 882 (2022)                        | 42                 | modifier les données · modifier les données |
| Le Mas-de-Tence             | 43129      | CC du Haut-Lignon              | 12,83            | 157 (2022)                        | 12                 | modifier les données · modifier les données |
| Mazet-Saint-Voy             | 43130      | CC du Haut-Lignon              | 45,02            | 1 111 (2022)                      | 25                 | modifier les données · modifier les données |
| Monistrol-sur-Loire         | 43137      | CC Marches du Velay-Rochebaron | 48,25            | 8 874 (2022)                      | 184                | modifier les données · modifier les données |
| Montfaucon-en-Velay         | 43141      | Haut Pays du Velay communauté  | 4,99             | 1 136 (2022)                      | 228                | modifier les données · modifier les données |
| Montregard                  | 43142      | Haut Pays du Velay communauté  | 39,93            | 613 (2022)                        | 15                 | modifier les données · modifier les données |
| Pont-Salomon                | 43153      | CC Loire et Semène             | 8,43             | 1 861 (2022)                      | 221                | modifier les données · modifier les données |
| Raucoules                   | 43159      | Haut Pays du Velay communauté  | 21,01            | 947 (2022)                        | 45                 | modifier les données · modifier les données |
| Retournac                   | 43162      | CC des Sucs                    | 45,76            | 2 971 (2022)                      | 65                 | modifier les données · modifier les données |
| Riotord                     | 43163      | Haut Pays du Velay communauté  | 51,88            | 1 185 (2022)                      | 23                 | modifier les données · modifier les données |
| Saint-André-de-Chalencon    | 43166      | CC Marches du Velay-Rochebaron | 17,20            | 381 (2022)                        | 22                 | modifier les données · modifier les données |
| Saint-Bonnet-le-Froid       | 43172      | Haut Pays du Velay communauté  | 13,09            | 224 (2022)                        | 17                 | modifier les données · modifier les données |
| Saint-Didier-en-Velay       | 43177      | CC Loire et Semène             | 25,56            | 3 502 (2022)                      | 137                | modifier les données · modifier les données |
| Saint-Ferréol-d'Auroure     | 43184      | CC Loire et Semène             | 10,85            | 2 457 (2022)                      | 226                | modifier les données · modifier les données |
| Saint-Jeures                | 43199      | CC du Haut-Lignon              | 34,14            | 993 (2022)                        | 29                 | modifier les données · modifier les données |
| Saint-Julien-du-Pinet       | 43203      | CC des Sucs                    | 17,20            | 487 (2022)                        | 28                 | modifier les données · modifier les données |
| Saint-Julien-Molhesabate    | 43204      | Haut Pays du Velay communauté  | 27,50            | 165 (2022)                        | 6,0                | modifier les données · modifier les données |
| Saint-Just-Malmont          | 43205      | CC Loire et Semène             | 23,28            | 4 220 (2022)                      | 181                | modifier les données · modifier les données |
| Saint-Maurice-de-Lignon     | 43211      | CC des Sucs                    | 30,23            | 2 666 (2022)                      | 88                 | modifier les données · modifier les données |
| Saint-Pal-de-Chalencon      | 43212      | CC Marches du Velay-Rochebaron | 28,95            | 1 019 (2022)                      | 35                 | modifier les données · modifier les données |
| Saint-Pal-de-Mons           | 43213      | CC Marches du Velay-Rochebaron | 27,11            | 2 324 (2022)                      | 86                 | modifier les données · modifier les données |
| Saint-Romain-Lachalm        | 43223      | Haut Pays du Velay communauté  | 19,02            | 1 132 (2022)                      | 60                 | modifier les données · modifier les données |
| Saint-Victor-Malescours     | 43227      | CC Loire et Semène             | 14,47            | 804 (2022)                        | 56                 | modifier les données · modifier les données |
| Sainte-Sigolène             | 43224      | CC Marches du Velay-Rochebaron | 30,64            | 6 060 (2022)                      | 198                | modifier les données · modifier les données |
| La Séauve-sur-Semène        | 43236      | CC Loire et Semène             | 7,86             | 1 471 (2022)                      | 187                | modifier les données · modifier les données |
| Solignac-sous-Roche         | 43240      | CC Marches du Velay-Rochebaron | 8,65             | 261 (2022)                        | 30                 | modifier les données · modifier les données |
| Tence                       | 43244      | CC du Haut-Lignon              | 52,12            | 3 148 (2022)                      | 60                 | modifier les données · modifier les données |
| Tiranges                    | 43246      | CC Marches du Velay-Rochebaron | 26,83            | 455 (2022)                        | 17                 | modifier les données · modifier les données |
| Valprivas                   | 43249      | CC Marches du Velay-Rochebaron | 23,66            | 540 (2022)                        | 23                 | modifier les données · modifier les données |
| Les Villettes               | 43265      | CC Marches du Velay-Rochebaron | 11,78            | 1 455 (2022)                      | 124                | modifier les données · modifier les données |
| Arrondissement d'Yssingeaux | 433        |                                | 1 159,70         | 86 295 (2022)                     | 74                 | modifier les données                        |

## Sous-préfets

### 1800-1926
| Période           | Période           | Identité                   | Fonction précédente                                      | Observation                                                                     |
| ----------------- | ----------------- | -------------------------- | -------------------------------------------------------- | ------------------------------------------------------------------------------- |
|                   |                   |                            |                                                          |                                                                                 |
| 8 octobre 1870    | 25 mars 1871      | Antoine Eynac              | Nommé sous-préfet de Brioude                             | En tant qu'administrateur provisoire. Remplacé                                  |
|                   |                   |                            |                                                          |                                                                                 |
| 30 décembre 1877  | 20 décembre 1881  | Ferdinand Collomp          |                                                          | Nommé sous-préfet de Saint-Julien                                               |
| 20 décembre 1881  | 28 février 1882   | Louis Caizergues           | Sous-préfet de Saint-Julien                              | Remplacé                                                                        |
| 28 février 1882   | 2 février 1887    | Alphonse Magon-Varbaroux   | Sous-préfet de Castellane                                | Nommé sous-préfet de Dax                                                        |
| 2 février 1887    | 12 février 1887   | Édouard Mayer              | Sous-préfet de Saint-Jean-de-Maurienne                   | Non installé. Nommé sous-préfet de Brioude                                      |
| 12 février 1887   | 24 mai 1889       | Nicolas Bernard            |                                                          | Nommé sous-préfet de Nogent-le-Rotrou                                           |
| 24 mai 1889       | 14 septembre 1889 | Louis Belgodère de Bagnaja |                                                          | Mis en disponibilité sur sa demande                                             |
| 14 septembre 1889 | 22 juillet 1893   | Louis Bonnet               | Conseiller de préfecture de la Haute-Loire               | Mis en disponibilité sur sa demande                                             |
| 22 juillet 1893   | 21 octobre 1895   | Paul Bouju                 | Chef de cabinet du préfet de la Haute-Loire              | Nommé secrétaire général de la préfecture de l'Indre                            |
| 21 octobre 1895   | 2 septembre 1896  | Fulgence Joffrès           | Sous-préfet de Marvejols                                 | Mis en disponibilité sur sa demande                                             |
| 2 septembre 1896  | 8 novembre 1898   | Jean Chaumond              | Secrétaire général de la préfecture de la Corrèze        | Nommé sous-préfet de Castellane                                                 |
| 8 novembre 1898   | 13 janvier 1908   | Rodolphe Giacometti        | Conseiller de préfecture de la Haute-Loire               | Nommé sous-préfet de Trévoux                                                    |
| 13 janvier 1908   | 17 janvier 1908   | Germain Clergerie          |                                                          | Nommé sous-préfet de Trévoux                                                    |
| 17 janvier 1908   | 11 janvier 1909   | Albert Fleury              | Sous-préfet de Nantua                                    | Nommé sous-préfet de Condom                                                     |
| 11 janvier 1909   | 6 novembre 1909   | Charles Mancel             | Sous-préfet de Romorantin                                | Nommé sous-préfet de Soissons                                                   |
| 6 novembre 1909   | 25 mars 1911      | Maurice Le Hoc             | Sous-préfet de Sartène                                   | Nommé sous-préfet d'Yvetot                                                      |
| 25 mars 1911      | 20 octobre 1911   | Pierre Teulet-Luzié        |                                                          | Nommé sous-préfet d'Ambert                                                      |
| 20 octobre 1911   | 4 janvier 1912    | Maurice Chevillon          | Sous-préfet de Gex                                       | Nommé sous-préfet d'Orléansville à Alger en Algérie française                   |
| 4 janvier 1912    | 3 mars 1914       | Marius Vié                 | Chef de cabinet du préfet de la Haute-Loire              | Nommé secrétaire général de la préfecture de la Haute-Saône                     |
| 3 mars 1914       | 15 juillet 1914   | Louis Mennecier            | Sous-préfet de Rethel                                    | Nommé sous-préfet de Vitry-le-François                                          |
| 15 juillet 1914   | 16 janvier 1915   | Joseph Signoret            | Sous-préfet de Sisteron                                  | Nommé sous-préfet de Rochefort                                                  |
| 16 janvier 1915   | 5 janvier 1917    | Louis Petit                | Secrétaire général de la préfecture de la Haute-Loire    | Nommé sous-préfet de Brive                                                      |
| 5 janvier 1917    | 8 août 1918       | Pierre Antoine             | Sous-préfet de Bar-sur-Seine                             | Nommé sous-préfet de Poligny                                                    |
| 8 août 1918       | 13 septembre 1918 | Léon Blanchard             | Secrétaire général de la préfecture des Côtes-du-Nord    | Nommé sous-préfet de Largentière                                                |
| 18 septembre 1918 | 15 mars 1919      | Joseph Puget               | Sous-préfet de Largentière                               | Remplacé                                                                        |
| 15 mars 1919      | 21 avril 1919     | Alphonse Blachon           | Sous-préfet de Fougères                                  | Nommé sous-préfet de Sidi-bel-Abbès à Oran en Algérie française                 |
| 21 avril 1919     | 22 octobre 1920   | Pierre Moitessier          | Mobilisé. Sous-préfet d'Albertville avant la guerre      | Nommé secrétaire général de la préfecture de Maine-et-Loire                     |
| 22 octobre 1920   | 22 octobre 1920   | Roger Bourgeois            |                                                          | Non installé                                                                    |
| 22 octobre 1920   | 20 février 1921   | Gaston Monnier             | Sous-préfet de Loudun                                    | Nommé sous-préfet de Charolles                                                  |
| 20 février 1921   | 20 février 1921   | Albert Sauvaire            | Sous-préfet de Sisteron                                  | Non installé. Mis en disponibilité sur sa demande                               |
| 20 février 1921   | 14 novembre 1921  | Martin Marini              | Chef du secrétariat particulier du ministre de la Marine | Nommé sous-préfet de Ploërmel                                                   |
| 14 novembre 1921  | 13 novembre 1922  | Charles Cavallier          | Secrétaire général de la préfecture de la Mayenne        | Nommé conseiller de préfecture des Bouches-du-Rhône                             |
| 13 novembre 1922  | 20 février 1925   | Paul Bizardel              | Secrétaire général de la préfecture de Vaucluse          | Nommé sous-préfet de Montbrison                                                 |
| 20 février 1925   | 6 mars 1925       | Albert Sauvaire            | Sous-préfet du Vigan                                     | Non installé. Nommé sous-préfet de Lapalisse                                    |
| 6 mars 1925       | 22 septembre 1926 | Étienne Pépin              | Secrétaire général de la préfecture du Lot               | Rattaché à la préfecture de la Haute-Loire à la fermeture de la sous-préfecture |

### Depuis 1942
| Période           | Période           | Identité          | Fonction précédente                                                                               | Observation                                                                            |
| ----------------- | ----------------- | ----------------- | ------------------------------------------------------------------------------------------------- | -------------------------------------------------------------------------------------- |
|                   |                   |                   |                                                                                                   |                                                                                        |
| 22 novembre 1990  | 4 novembre 1992   | Daniel Ferey      | Commissaire principal de la police nationale                                                      | Nommé sous-préfet hors cadre                                                           |
| 24 décembre 1992  | 27 janvier 1995   | Jean Charbonniaud | Directeur du cabinet du préfet du Morbihan                                                        | Nommé secrétaire général de la préfecture de la Haute-Corse                            |
| 24 février 1995   | 16 septembre 1996 | Yvon Brun         | Administrateur de la ville de Paris                                                               | Réintégré dans son corps d'origine                                                     |
| 16 septembre 1996 | 15 mars 1999      | Francis Soutric   | Directeur du cabinet du préfet de la région Picardie, préfet de la Somme                          | Nommé secrétaire général de la préfecture de Lot-et-Garonne                            |
| 3 août 1999       | 13 février 2002   | Salvador Perez    | Sous-préfet de Calvi                                                                              | Nommé secrétaire général de la préfecture de la Vendée                                 |
| 8 mars 2002       | 20 juillet 2005   | André Varcin      | Sous-préfet de Château-Salins                                                                     | Nommé sous-préfet de Guebwiller                                                        |
| 28 juillet 2005   | 15 septembre 2005 | Guy Carrieu       | Administrateur territorial                                                                        |                                                                                        |
| 15 septembre 2005 | 17 juillet 2006   | Patrick Cleret    | Conseiller du corps des membres des tribunaux administratifs et des cours administratives d'appel | Réintégré dans son corps, en tant que premier conseiller de tribunal administratif     |
| 1er août 2006     | 4 juin 2008       | Bernard Breyton   | Sous-préfet de Nyons                                                                              | Nommé sous-préfet de Toul                                                              |
| 19 juin 2008      | 12 avril 2010     | Patrick Duprat    | Directeur de cabinet du préfet de Corse, préfet de la Corse-du-Sud                                | Nommé secrétaire général de la préfecture de Mayotte                                   |
| 12 avril 2010     | 30 avril 2014     | Renaud Nury       | Directeur de cabinet de la préfète de la région Limousin, préfète de la Haute-Vienne              | Nommé secrétaire général de la préfecture du Jura                                      |
| 23 juillet 2014   | 7 avril 2016      | Agnès Chavanon    | Conseillère d'administration de l'intérieur et de l'outre-mer                                     | Nommée directrice de cabinet du préfet de la région Bretagne, préfet d'Ille-et-Vilaine |
| 25 avril 2016     | 14 août 2020      | Christine Hacques | Administratrice territoriale                                                                      | Nommée sous-préfète d'Apt                                                              |
| 14 août 2020      | En cours          | Barbara Wetzel    | Commissaire divisionnaire de la police nationale                                                  |                                                                                        |

## Démographie
En 2022, l'arrondissement comptait 86 295 habitants.
| 1968   | 1975   | 1982   | 1990   | 1999   | 2006   | 2011   | 2016   | 2021   |
| ------ | ------ | ------ | ------ | ------ | ------ | ------ | ------ | ------ |
| 61 357 | 60 832 | 62 785 | 66 894 | 71 764 | 79 025 | 83 180 | 85 073 | 85 960 |

| 2022   | - | - | - | - | - | - | - | - |
| ------ | - | - | - | - | - | - | - | - |
| 86 295 | - | - | - | - | - | - | - | - |

### Population active de 15 à 64 ans selon la catégorie socioprofessionnelle
L'INSEE montre l'évolution de la population active de 2008 à 2018
|                                                   | 2008   | dont actifs ayant un emploi | 2013   | dont actifs ayant un emploi | 2018   | dont actifs ayant un emploi |
| ------------------------------------------------- | ------ | --------------------------- | ------ | --------------------------- | ------ | --------------------------- |
| Ensemble                                          | 36 736 | 33 934                      | 38 754 | 35 133                      | 39 207 | 35 706                      |
| dont                                              |        |                             |        |                             |        |                             |
| Agriculteurs exploitants                          | 1 118  | 1 110                       | 1 034  | 1 017                       | 927    | 907                         |
| Artisans, commerçants, chefs d'entreprise         | 2 993  | 2 897                       | 2 971  | 2 775                       | 3 197  | 3 077                       |
| Cadres et professions intellectuelles supérieures | 2 705  | 2 662                       | 3 147  | 3 046                       | 3 296  | 3 181                       |
| Professions intermédiaires                        | 7 852  | 7 459                       | 9 264  | 8 729                       | 9 585  | 9 023                       |
| Employés                                          | 9 465  | 8 615                       | 10 294 | 9 158                       | 10 660 | 9 536                       |
| Ouvriers                                          | 12 459 | 11 191                      | 11 875 | 10 409                      | 11 352 | 9 983                       |

- Sources : Insee, RP2008, RP2013 et RP2018, exploitations complémentaires, géographie au 01/01/2021.